# Милоград
 Милоград (бел. Мілагра́д) — деревня в Глыбовском сельсовете Речицкого района Гомельской области Беларуси.

## География

### Расположение
В 23 км на север от районного центра и железнодорожной станции Речица (на линии Гомель — Калинковичи), 73 км от Гомеля.

### Гидрография
На востоке река Днепр и её пойма.

## Транспортная сеть
Транспортные связи по просёлочной, затем автомобильной дороге Светлогорск — Речица. Планировка состоит из короткой прямолинейной широтной улицы, застроенной двусторонне деревянными усадьбами. В 1987 году построены 52 кирпичных дома коттеджного типа, в которых разместились переселенцы из загрязнённых радиацией мест в результате катастрофы на Чернобыльской АЭС.

## История
Обнаруженные археологами городища IV—III века до н. э. — II век н. э. (в 1 км на север от деревни, на правом берегу реки) и поселение (на север от городища) свидетельствуют о заселении этих мест с давних времён. От городища получила название милоградская археологическая культура.
По письменным источникам известна с XIX века как селение в Горвальской волости Речицкого уезда Минской губернии. В 1876 году помещик Фитлончик владел в деревне 635 десятинами земли. Через деревню проходил тракт Якимова Слобода — Чернигов, имелась почтовая станция (6 эпипажей). В 1879 году упоминается в Горвальском церковном приходе. В 1918 году (до 2 декабря) оккупирована германской армией.
В 1931 году организован колхоз, работали паровая мельница и лесопилка. Во время Великой Отечественной войны действовала подпольная патриотическая группа (руководитель З. А. Гребенчук). Оккупанты в июле 1943 года полностью сожгли деревню и убили 6 жителей. 12 жителей погибли на фронте. Согласно переписи 1959 года центр совхоза «Подлесье». Действуют детские ясли, дом отдыха, фельдшерско-акушерский пункт, отделение связи, столовая, швейная мастерская, магазин.

## Население

### Численность
- 2004 год — 233 хозяйства, 668 жителей.

### Динамика
- 1930 год — 16 дворов, 86 жителей.
- 1940 год — 111 жителей.
- 1959 год — 136 жителей (согласно переписи).
- 2004 год — 233 хозяйства, 668 жителей.

## Инфраструктура
- База отдыха «Милоград»

## Достопримечательность
- Милоград (городище) — комплекс археологических памятник милоградской культуры и зарубинецкой культуры в Беларуси, около деревни Милоград.  Историко-культурная ценность Республики Беларусь, шифр 313В000723;  Историко-культурная ценность Республики Беларусь, шифр 313В000724
  - Городище IV в. до н. э. — II в., треугольное в плане, с поселением
- «Милоградская зеленая тропа» — это туристический маршрут природного и культурного наследия. Здесь располагаются археологические памятники милоградской культуры бронзового века. Милоградское поселение возникло в IV—III веке до нашей эры. Экологическая тропа включает в себя не только природные объекты, но и историческое наследие Речицкого края.
- Храм в честь иконы Казанской Божьей Матери

## Галерея

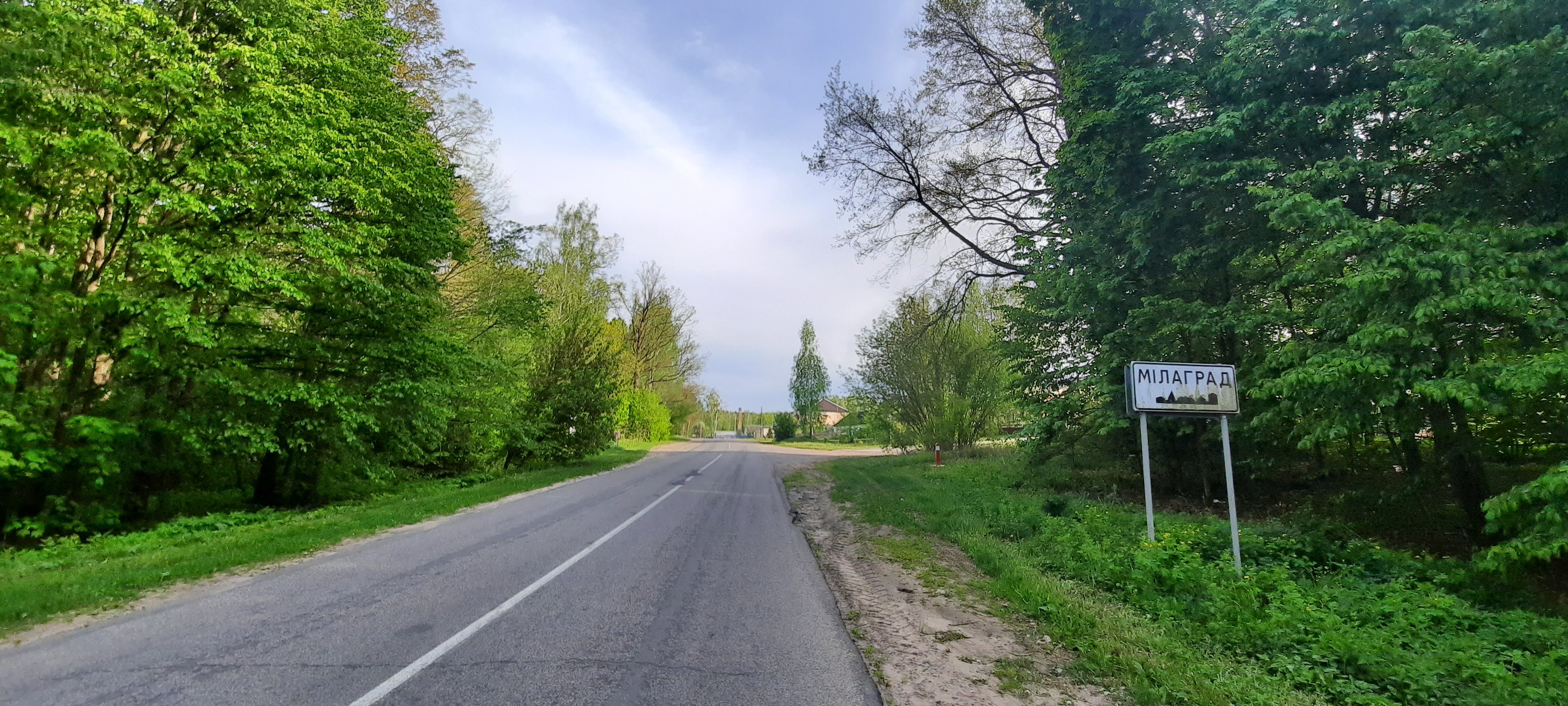
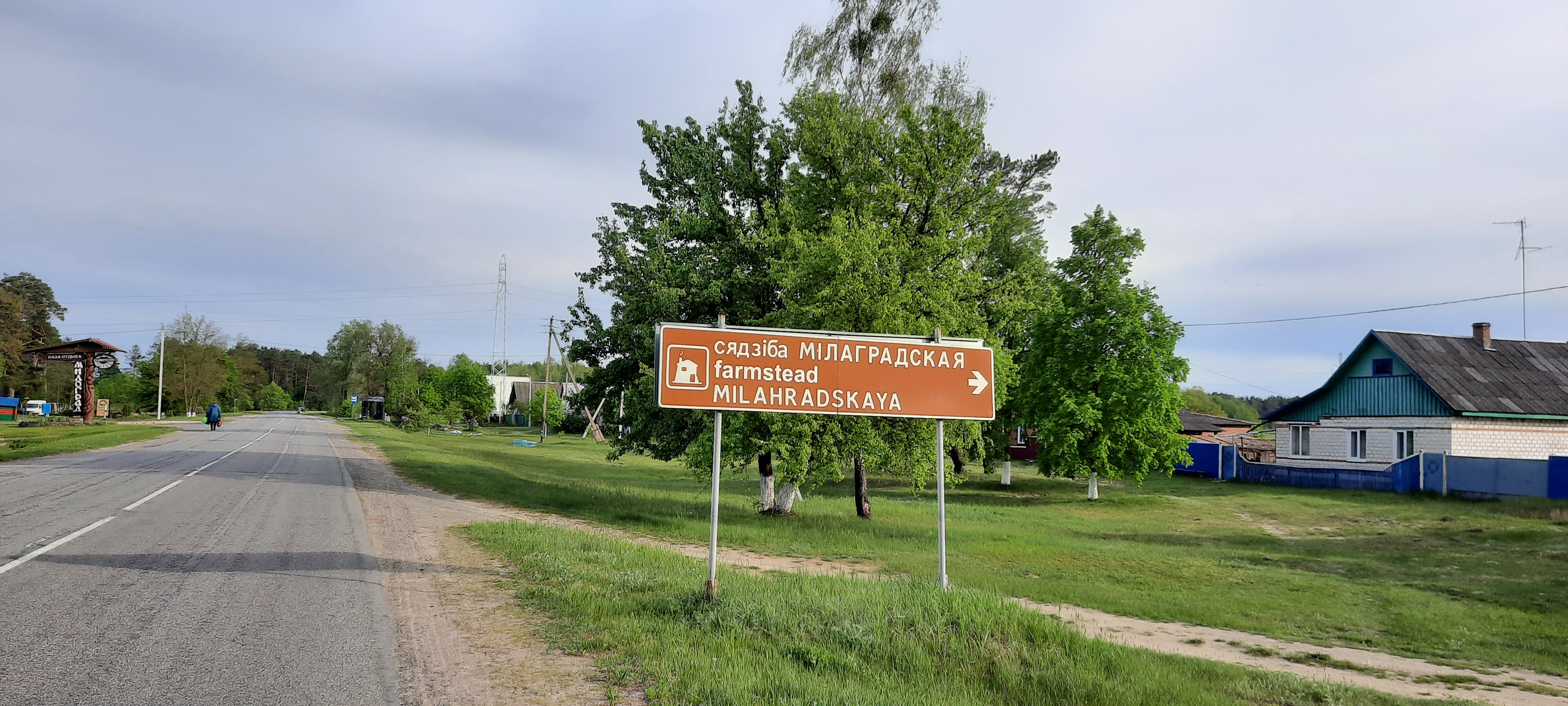
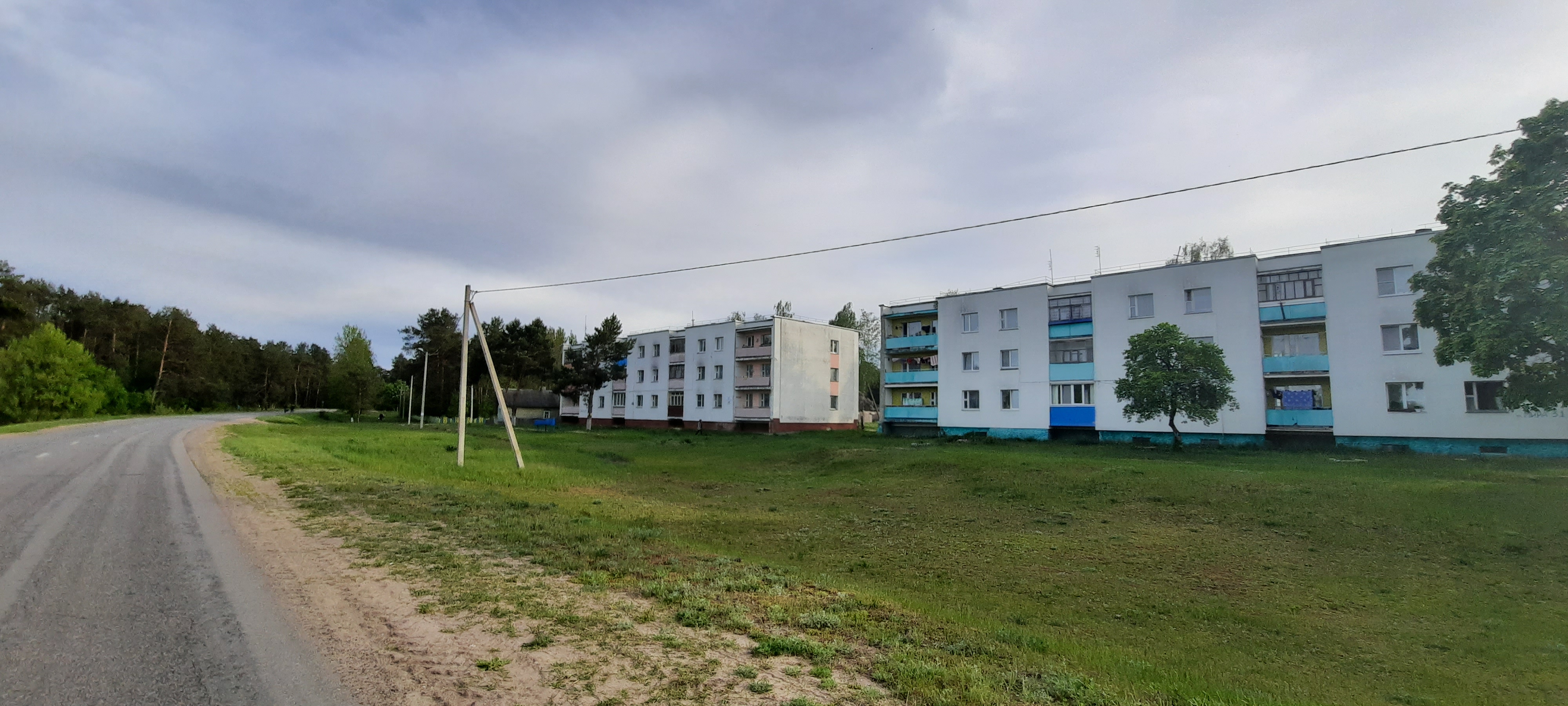
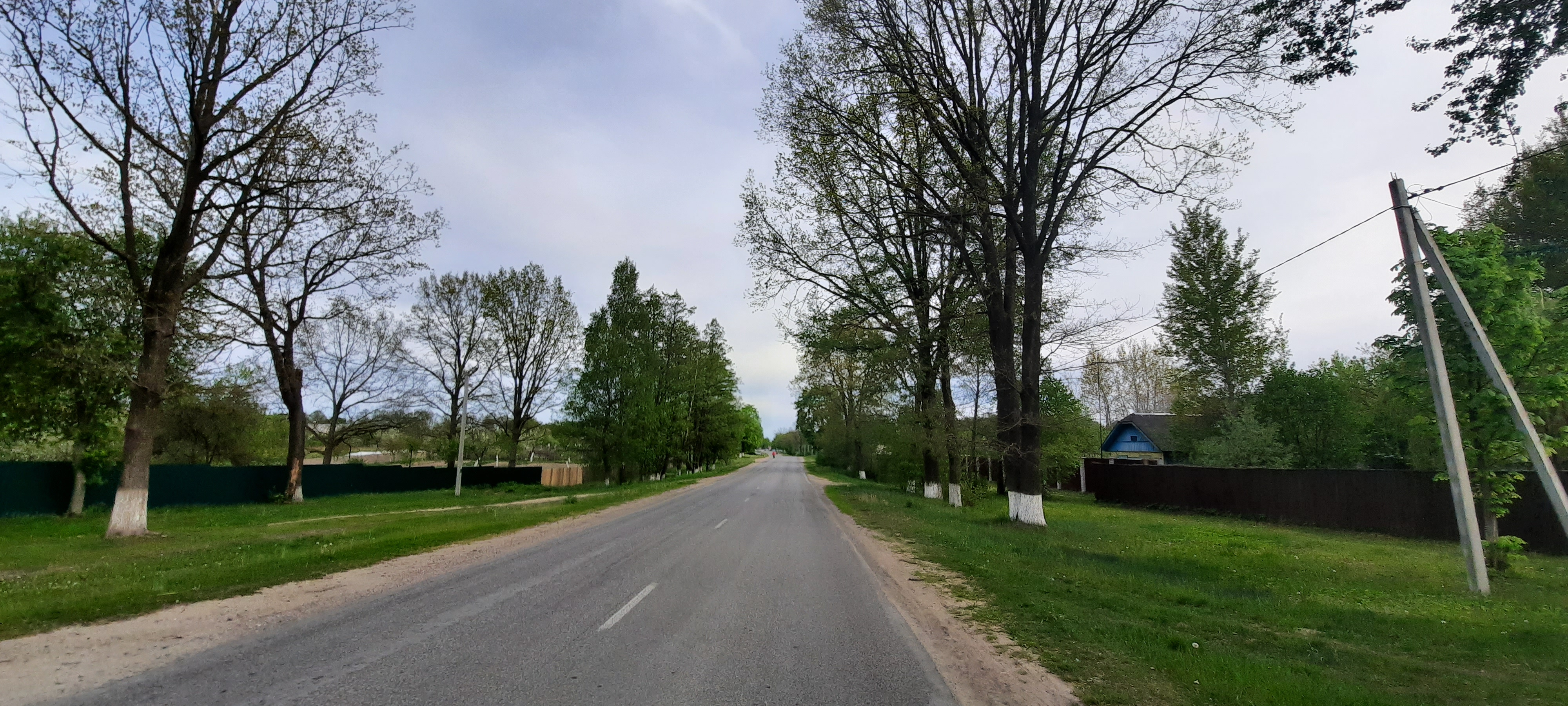
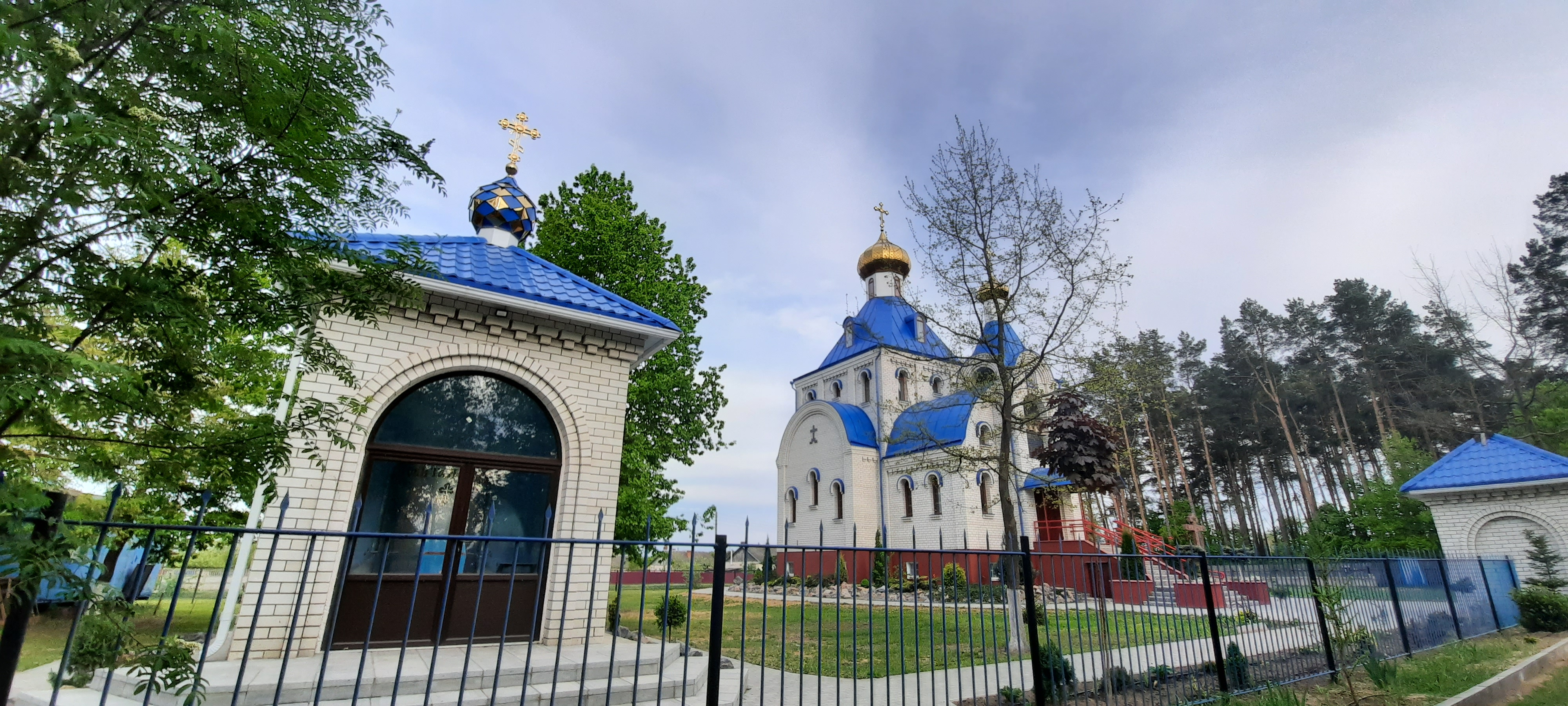